# Griblje
Griblje je naselje u slovenskoj Općini Črnomelju. Griblje se nalazi u pokrajini Dolenjskoj i statističkoj regiji Jugoistočnoj Sloveniji. 

## Stanovništvo
Prema popisu stanovništva iz 2002. godine naselje je imalo 356 stanovnika.